# Oreste Capuzzo
Oreste Capuzzo (* 7. Dezember 1908 in Rivarolo Ligure; † 5. Dezember 1985 in Genua) war ein italienischer Kunstturner.

## Karriere
Capuzzo nahm 1932 erstmals an Olympischen Spielen teil. In Los Angeles wurde er im Mannschaftsmehrkampf Olympiasieger. Im Einzelmehrkampf erreichte er den siebten Rang. Sein bestes Ergebnis in einer Einzeldisziplin erzielte er an den Ringen mit Platz 5. Im Jahr 1934 nahm er mit der italienischen Mannschaft an den Turn-Weltmeisterschaften in Budapest teil und erreichte im Teamwettbewerb den vierten Rang. 1936 folgte seine zweite Olympiateilnahme – bei den Spielen in Berlin wurde er im Mannschaftsmehrkampf Fünfter, den Wettbewerb im Einzelmehrkampf beendete er auf Rang 30. Seine beste Einzeldisziplin waren erneut die Ringe mit Platz neun als finales Ergebnis.
Auf nationaler Ebene gewann der Turner 1939 und 1940 den italienischen Meistertitel an den Ringen.